# Simon Ammann
Pour les articles homonymes, voir Ammann.
Simon Ammann, né le 25 juin 1981 à Grabs dans le canton de Saint-Gall (Suisse), est un sauteur à ski suisse licencié au RG Churfirsten. Il détient le record du nombre de médailles d'or olympiques individuelles dans sa discipline, avec quatre titres (deux en 2002 à Salt Lake City et deux en 2010 à Vancouver). Il remporte aussi la Coupe du monde et le titre de champion du monde de vol à ski en 2010 ainsi que le titre de champion du monde du grand tremplin en 2007. Seule la Tournée des quatre tremplins manque à son palmarès, terminant deux fois deuxième.

## Biographie
Il a épousé la Russe Yana Yanovskaya le 25 juin 2010 à Pfäffikon.
En novembre 2012, il a obtenu sa licence de pilote privé.

## Parcours sportif
Simon Amman a commencé à pratiquer le saut à ski à l'âge de onze ans. Il fait ses débuts internationaux en fin d'année 1997 dans la Coupe du monde à Oberstdorf terminant quinzième. Il réussit à se qualifier pour les Jeux olympiques de Nagano en 1998 où il finit trente-cinquième en individuel et sixième par équipes. En 2000, il améliore son meilleur résultat dans l'élite avec une douzième place à Predazzo, mais ne prend part qu'à une seule épreuve de Coupe du monde lors de la saison suivante. Il revient plus fort l'été 2001, en témoigne sa cinquième place au Grand Prix à Stams. Dans la Coupe du monde, il s'illustre rapidement, intégrant le top dix devant ses supporters à Engelberg (septième), avant de prendre la deuxième place le lendemain derrière le Polonais Adam Malysz, qui sera un de ses principaux rivaux. Il est ensuite deux fois sur le podium à Predazzo.
Considéré comme l'un des meilleurs sauteurs des années 2000, il est le seul sauteur de l'histoire à avoir remporté quatre titres olympiques en individuel, deux lors des Jeux olympiques d'hiver de 2002 et deux lors des Jeux olympiques d'hiver de 2010. À noter qu'en 2002, bien qu'il n'était pas cité parmi les favoris et n'avait pas encore remporté de concours en Coupe du monde, le Suisse est devenu le deuxième sauteur à gagner les deux concours individuels aux mêmes Jeux olympiques après le Finlandais Matti Nykänen. Un mois plus tard, il confirme ces succès par sa première victoire en Coupe du monde lors de la manche d'Oslo. Cet hiver, il fait son incursion au septième rang dans le classement général de la Coupe du monde. 
L'hiver suivant, il est un peu moins en forme, réussissant au mieux une cinquième place à Oslo et prend part aux Championnats du monde à Val di Fiemme, où il est notamment dixième au petit tremplin.
Il a également décroché deux titres de champion du monde en 2007 sur grand tremplin et en 2010 en vol à ski. Il compte à son palmarès trois autres médailles aux mondiaux (l'une en argent en 2007 sur petit tremplin, une en bronze en 2009 sur petit tremplin et une en argent en 2011 sur grand tremplin). Il a décroché, en 2010, le globe de cristal de la spécialité grâce à ses victoires lors de la Tournée nordique et sur neuf concours cette saison. Enfin, il atteint son meilleur classement sur la Tournée des quatre tremplins lors des saisons 2008-2009 (deuxième place derrière l'Autrichien Wolfgang Loitzl) et 2010-2011 (deuxième place derrière l'Autrichien Thomas Morgenstern), malgré une victoire à la manche de Garmisch-Partenkirchen. Morgenstern le devance au classement final de la Coupe du monde cet hiver là, aussi.
Il revient sur la plus haute marche du podium à la Tournée des quatre tremplins 2013-2014, où il gagne sa deuxième manche sur le concours d'Oberstdorf et se classe troisième de la série. Il n'est pas autant en réussite sur les Jeux olympiques de Sotchi quelques semaines plus tard, où il n'est que 17e et 23e, concours remportés par Kamil Stoch. Il est le porte-drapeau suisse à ces jeux.
Lors de la saison 2014-2015, il porte son total de victoires dans la Coupe du monde à 25 unités, gagnant deux fois le même week-end à Kuusamo. Il monte sur quatre autres podiums cet hiver. En baisse de résultats, il ne retrouve le podium qu'en janvier 2018 au tremplin de vol à ski de Kulm, avec une troisième place, qui représente son 80e podium à ce niveau.
Ammann passe la barre des vingt ans de durée de compétition dans le circuit mondial en 2018, où il est présent pour ses sixièmes jeux olympiques, pour se classer onzième et treizième. 
Il est le détenteur du record de Suisse avec un saut de 238,5 mètres.
Fils de fermiers, il a été surnommé « Harry Potter » pour sa ressemblance avec le personnage lors des JO de 2002.

## Palmarès

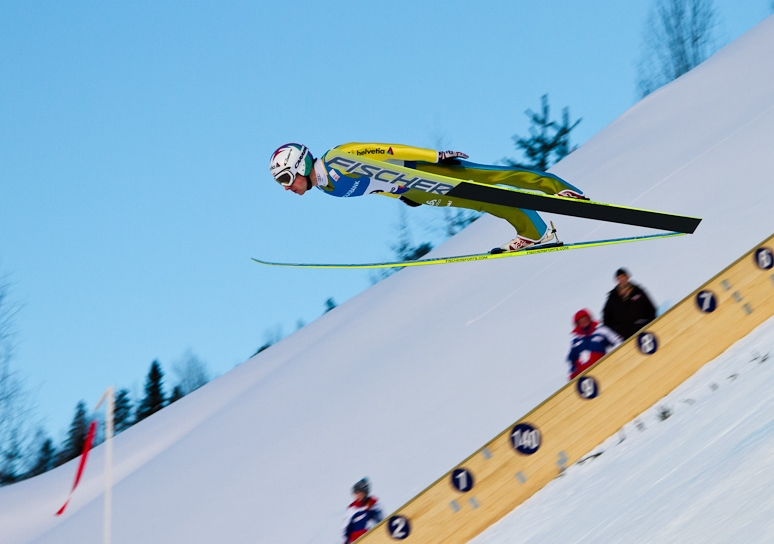
Simon Ammann à Vikersund en 2011.

### Jeux olympiques
| Édition / Épreuve      | Petit tremplin | Grand tremplin | Par équipes |
| ---------------------- | -------------- | -------------- | ----------- |
| JO 1998 Nagano         | 35e            | 39e            | 6e          |
| JO 2002 Salt Lake City | Or             | Or             | 7e          |
| JO 2006 Turin          | 38e            | 15e            | 7e          |
| JO 2010 Vancouver      | Or             | Or             | -           |
| JO 2014 Sotchi         | 17e            | 23e            | -           |
| JO 2018 Pyeongchang    | 11e            | 13e            | -           |
| JO 2022 Pékin          | 25e            | 25e            | 8e          |

### Championnats du monde
| Édition / Épreuve           | Petit tremplin | Grand tremplin | Par équipes |
| --------------------------- | -------------- | -------------- | ----------- |
| Mondiaux 1999 Ramsau        | 26e            | -              | -           |
| Mondiaux 2003 Val di Fiemme | 10e            | 17e            | 7e          |
| Mondiaux 2005 Oberstdorf    | 44e            | 27e            | 8e          |
| Mondiaux 2007 Sapporo       | Argent         | Or             | 7e          |
| Mondiaux 2009 Liberec       | Bronze         | 8e             | -           |
| Mondiaux 2011 Oslo          | 4e             | Bronze         | -           |
| Mondiaux 2013 Val di Fiemme | 16e            | 7e             | 10e         |
| Mondiaux 2015 Falun         | 16e            | 23e            | 10e         |
| Mondiaux 2017 Lahti         | 21e            | 14e            | 10e         |
| Mondiaux 2019 Seefeld       | 15e            | 12e            | 7e          |
| Mondiaux 2021 Oberstdorf    | 20e            | 26e            | 7e          |

### Championnats du monde de vol à ski
| Édition / Épreuve        | Individuel | Par équipe |
| ------------------------ | ---------- | ---------- |
| Mondiaux 2002 Harrachov  | 5e         | -          |
| Mondiaux 2004 Planica    | 14e        | -          |
| Mondiaux 2006 Kulm       | 23e        | 6e         |
| Mondiaux 2008 Oberstdorf | 8e         | 9e         |
| Mondiaux 2010 Planica    | Or         | -          |
| Mondiaux 2012 Vikersund  | 14e        | -          |
| Mondiaux 2014 Harrachov  | 16e        | -          |
| Mondiaux 2016 Kulm       | 16e        | -          |
| Mondiaux 2018 Oberstdorf | 12e        | 6e         |
| Mondiaux 2022 Vikersund  | 23e        | -          |

### Coupe du monde
- 1 gros globe de cristal : vainqueur de la Coupe du monde en 2010.
- 80 podiums individuels : 23 victoires, 31 deuxièmes places et 26 troisièmes places.
- Vainqueur de la Tournée nordique en 2010.
- 2e de la Tournée des quatre tremplins en 2008-2009 et 2010-2011.

 Dernière mise à jour au 12 janvier 2018 

#### Victoires individuelles
| Saison    | Lieu |
| --------- | --- |
| 2001-2002 | Oslo (Norvège) |
| 2006-2007 | Lillehammer (Norvège), Oslo (Norvège) |
| 2008-2009 | Kuusamo (Finlande), Trondheim (Norvège), Pragelato (Italie), Engelberg (Suisse), Oberstdorf (Allemagne)                                        |
| 2009-2010 | Lillehammer x2 (Norvège), Engelberg x2 (Suisse), Sapporo (Japon), Klingenthal (Allemagne), Lahti (Finlande), Kuopio (Finlande), Oslo (Norvège) |
| 2010-2011 | Garmisch-Partenkirchen (Allemagne), Zakopane (Pologne), Lahti (Finlande)                                                                       |
| 2013-2014 | Oberstdorf (Allemagne) |
| 2014-2015 | Kuusamo x2 (Finlande) |

#### Classements par saison
| Saison/Classement | Général | Général | Tournée des 4 tremplins | Tournée des 4 tremplins |
| Saison/Classement | Class.  | Points  | Class.                  | Points                  |
| ----------------- | ------- | ------- | ----------------------- | ----------------------- |
| 1997-1998         | 70e     | 22      | 48e                     | 257                     |
| 1998-1999         | -       | -       | 62e                     | 89                      |
| 1999-2000         | 45e     | 46      | 70e                     | 68                      |
| 2000-2001         | -       | -       | -                       | -                       |
| 2001-2002         | 7e      | 628     | 6e                      | 961                     |
| 2002-2003         | 28e     | 202     | 24e                     | 661                     |
| 2003-2004         | 13e     | 511     | 14e                     | 923                     |
| 2004-2005         | 23e     | 243     | 37e                     | 400                     |
| 2005-2006         | 17e     | 305     | 13e                     | 964                     |
| 2006-2007         | 3e      | 1 167   | 3e                      | 932                     |
| 2007-2008         | 9e      | 728     | 15e                     | 872                     |
| 2008-2009         | 2e      | 1 776   | 2e                      | 1 091                   |
| 2009-2010         | 1er     | 1 649   | 5e                      | 1 008                   |
| 2010-2011         | 2e      | 1 364   | 2e                      | 928                     |
| 2011-2012         | 11e     | 731     | 19e                     | 711                     |
| 2012-2013         | 14e     | 553     | 27e                     | 723                     |
| 2013-2014         | 7e      | 733     | 3e                      | 992,4                   |
| 2014-2015         | 11e     | 646     | 17e                     | 899                     |
| 2015-2016         | 15e     | 480     | 11e                     | 971                     |
| 2016-2017         | 29e     | 127     | 44e                     | 303                     |
| 2017-2018         | 19e     | 312     | 29e                     | 576                     |
| 2018-2019         | 24e     | 313     | 13e                     | 946                     |
| 2019-2020         | 35e     | 81      | 27e                     | 738                     |
| 2020-2021         | 41e     | 77      | 47e                     | 305                     |
| 2021-2022         | 40e     | 64      | 37e                     | 594                     |
| 2022-2023         | 47e     | 38      | -                       | -                       |

### Grand Prix
- Vainqueur du classement général en 2009.
- 15 podiums individuels, dont 6 victoires.

### Coupe continentale
- 2 victoires.

## Autres distinctions
Ses doublés lors des Jeux olympiques de 2002 et de 2010 l'ont conduit à recevoir le prix de « sportif suisse de l'année » en 2002 et en 2010.
Il a reçu la médaille Holmenkollen en 2007.
Depuis le 15 janvier 2024, l'astéroïde troyen de Jupiter (601227) Ammann est nommé en son honneur.